# Yves Beny Kimvuidi
Yves Beny Kimvuidi est un architecte et urbaniste congolais, membre de l’ordre national des architectes (ONA/RDC),. Né à Kinshasa en République Démocratique du Congo, le 28 février 1983. il est également enseignant à l'institut supérieur d'architecture et urbanisme (I.S.A.U).

## Biographie
Yves Beny Kimvuidi est diplômé de l'école d’Architecture de l’Institut Supérieur du Bâtiment et des Travaux Publics (I.B.T.P; actuel ISAU).
En 2004 il est admis en stage au cabinet Betsaleel de l'architecte Constant Luzitu et Faustin Tshiama, dont il a croisé la route en fréquentant les chantiers de construction.

## réalisations
Ayant été stagiaire puis architecte junior et architecte senior et finalement assistant de l’architecte Constant Luzitu, Il s’est fait connaître au sein du cabinet Betsaleel en participant aux divers projets du cabinet et avec son propre cabinet Bencor, notamment: 
- La résidence de JB Mpiana à Montfleury (achevée en 2004), un projet résidentiel ;
- La concession Mon village au quartier Pigeon, projet résidentiel comprenant dix villas de luxe avec piscines privatives et des dépendances, un tennis court, une pagode…
- Immeubles La Française : galerie commerciale et résidences, Immeuble R-1, R+7; surface approximatif: ±6420 m2, au Rondpoint Forescom,  centre-ville de Kinshasa; achevé en 2017[9] ;
- L'église Phila cité d'Exaucement, édifice religieux ;
- Kolwezi Lodge (en 2018), un complexe hôtelier 4 Etoiles ;
- Rénovation du bâtiment administratif de la Direction Générale de la CNSS (Bâtiment R-1, R+7;[10]
- La villa Nyira[11],[12] à Macampagne (2021), projet de construction d’une résidence luxueuse qui lie domotique[12] et art récompensé au salon International de l’Immobilier, de l’Architecture et du Design Intérieur de Kinshasa, BATIKO 2023, lors de la soirée de Gala organisé au Pullman Hotel de Kinshasa en octobre 2023[13],[14].
- Le Centre Hospitalier Tshisekedi Tshilombo à Lubumbashi, une infrastructure hospitalière moderne pensée pour allier fonctionnalité, confort et esthétique, marquant une contribution majeure à l’amélioration des infrastructures de santé en République Démocratique du Congo inauguré en avril 2025[15],[16].